# Cambayrac
Cambayrac é uma comuna francesa na região administrativa de Occitânia, no departamento de Lot. Estende-se por uma área de 7,39 km². Em 2010 a comuna tinha 151 habitantes (densidade: 20,4 hab./km²).